# Bitwa pod Raciborzem (1108)
Bitwa pod Raciborzem (1108) – w 1108 roku podczas kolejnej wyprawy Bolesława Krzywoustego na Pomorze, miało miejsce uderzenie wojsk morawskich Świętopełka na Śląsk i nieudana próba zdobycia Koźla. Podczas odwrotu wojska morawskie zostały zaatakowane przez oddziały polskie i rozbite. W ręce Polaków wpadł gród Racibórz.